# Бенковската пещера
Бенковската пещера е защитена местност в България. Намира се в землището на село Брусен, област София.
Защитената местност е с площ 4,1 ha. Обявена е на 28 август 1975 г. с цел опазване на вековна букова гора. Защитената местност се намира на територията на защитената зона от Натура 2000 по директивата за птиците Централен Балкан Буфер.
В защитената местност се забраняват:
- извеждането на сечи, освен санитарни и ландшафтни с оглед подобряване санитарното и ландшафтното състояние на обекта. Стопанисването да се извършва съгласно устройствения проект с максимално запазване на природната обстановка;
- пашата на добитък през всяко време;
- откриване на кариери, къртенето на камъни, ваденето на пясък и на други инертни материали, изхвърлянето на сгурия и на промишлени отпадъци, както и всякакви действия, чрез които се нарушава или загрозява природната обстановка в тях.[1]